# 整蠱王
《整蠱王》由李力持執導，並與谷德昭共同編劇。劉青雲、袁詠儀、羅家英主演。此片被認為是向1991年的周星馳電影《整蠱專家》和1993年的金像獎電影、並同為劉青雲及袁詠儀主演的《新不了情》「致敬」。

## 劇情
整蠱王高興（劉青雲）以整蠱爲業，但從不恃強凌弱，花花公子史松想聘請高興去對付抗議他的工人領袖，但高興不願助紂爲虐，反而把史松整蠱了一把，史松一怒之下請出整蠱界的另一高手玩人大帝劉家拎（羅家英）來對付高興，高興在躲避暗算時撞傷了盲女阿MOON（袁詠儀）......

## 演員
| 演員   | 角色     | 備註       |
| 劉青雲 | 高興     | 整蠱王     |
| 袁詠儀 | Moon     | 劉家拎之女 |
| 羅家英 | 劉家拎   | 玩人大帝   |
| 葛民輝 | 劉血     | 高興助手   |
| 林海峰 | 畢止     | 高興助手   |
| 張蘭英 | 阿蓮     | moon表妹   |
| 黃偉文 | 史松     |            |
| 鮑漢琳 | 史松之父 | 客串       |
| 夏萍   | 醫院清潔 | 客串       |
| 谷德昭 | 醫生     | 客串       |
| 鄭祖   | 史松屬下 | 客串       |

## 外部連結
- 開眼電影網上《整蠱王》的資料（繁體中文）
- 豆瓣电影上《整蠱王》的資料 （简体中文）
- 时光网上《整蠱王》的資料（简体中文）
- AllMovie上《整蠱王》的资料（英文）
- 爛番茄上《整蠱王》的資料（英文）
- 香港影庫上《整蠱王》的資料（繁體中文）
- 互联网电影数据库（IMDb）上《整蠱王》的资料（英文）